# PGPfone
PGPfone war eine Software zur verschlüsselten Übertragung von Telefonaten über das Internet mit Hilfe des PGP-Verfahrens.
Das Programm wurde von Phil Zimmermann entwickelt, der auch der Erfinder und Programmierer von PGP ist.
Es kann als ein sehr früher Vorläufer der heutigen IP-Telefonie (VoIP) betrachtet werden.
Nach Aussage des MIT, unter dessen Mitwirkung dieses Programm entwickelt wurde, wurde es bereits seit 1997 nicht mehr weiterentwickelt.

“MIT is no longer distributing PGPfone. Given that the software has not been maintained since 1997, we doubt it would run on most modern systems.”

Heute kann die Software und deren Quelltext und Dokumentation, aber noch über die archivierte Homepage der PGPI.ORG bezogen werden (siehe Weblinks).
Entgegen der Erwartung des MIT ist dieses Programm sogar unter Windows 2000 und Windows XP noch lauffähig.
Von der Bedienbarkeit und der Sprachqualität her kann es aber modernen VoIP-Anwendungen wie Skype nichts mehr entgegensetzen.
Im März 2006 stellte Zimmermann daher die Beta-Version einer von Grund auf neu entwickelten Software namens Zfone zur Verschlüsselung von VoIP-Telefonaten vor.